# Bumerang (film)
Bumerang är en amerikansk film från 1947 i regi av Elia Kazan. Filmen är ett kriminaldrama som bygger på ett verkligt olöst amerikanskt mordfall i staden Bridgeport, Connecticut 1924. Filmen nominerades till en Oscar för bästa manus efter förlaga.

## Rollista
- Dana Andrews - Henry L. Harvey
- Jane Wyatt - Madge Harvey
- Lee J. Cobb - Harold F. Robinson
- Cara Williams - Irene Nelson
- Arthur Kennedy - John Waldron
- Sam Levene - Dave Woods
- Taylor Holmes - T.M. Wade
- Robert Keith - McCreery
- Ed Begley - Paul Harris
- Karl Malden - White (ej krediterad)